# モンテサーノ・スッラ・マルチェッラーナ
モンテサーノ・スッラ・マルチェッラーナ（伊: Montesano sulla Marcellana）は、イタリア共和国カンパニア州サレルノ県にある、人口約6,500人の基礎自治体（コムーネ）。

## 地理

### 位置・広がり

#### 隣接コムーネ
隣接するコムーネは以下の通り。括弧内のPZはポテンツァ県所属を示す。
- ブオナビターコロ
- カザルブオーノ
- グルメント・ノーヴァ (PZ)
- ラゴネグロ (PZ)
- モリテルノ (PZ)
- パドゥーラ
- サンツァ
- トラムートラ (PZ)

## 行政

### 分離集落
モンテサーノ・スッラ・マルチェッラーナには、以下の分離集落（フラツィオーネ）がある。
- Arenabianca, Cessuta, Magorno, Montesano Scalo, Prato Comune, Tardiano